# Егоров, Вадим Леонидович
Вади́м Леони́дович Его́ров (род. 24 июня 1938, Москва) — советский и российский историк и археолог, доктор исторических наук, один из ведущих исследователей Золотой Орды и русско-ордынских отношений XIII—XV веков.

## Биография
В. Л. Егоров в одном из интервью признавался, что мечтал о своей профессии, но как следует узнал, что такое археология, уже став студентом Московского университета:
Мы каждый год ездили в экспедиции: в Сибирь, Крым, Среднюю Азию. Раскапывали древние города XII—XIII веков. А потом уж я стал заниматься исключительно Золотой Ордой. 
В 1962 году окончил исторический факультет МГУ. Работал в Министерстве культуры СССР специалистом по организации охраны памятников истории и культуры, в 1970—1992 годах — в Институте истории СССР (с 1991 — Российская академия наук).
В 1973 году защитил кандидатскую диссертацию «Золотоордынский город: причины возникновения, историческая география, домостроительство», а в 1987 году — докторскую диссертацию по теме «Историческая география Золотой Орды XIII—XIV веков». В 1966—1991 годах проводил раскопки на территории бывших городов Золотой Орды, Водянского и Селитренного городищ, под руководством археолога Германа Алексеевича Фёдорова-Давыдова и будучи руководителем отряда Поволжской археологической экспедиции. В Астраханской области у села Селитренного (где находилась первая золотоордынская столица Сарай-Бату или Сарай ал-Махруса, что по-арабски означает Сарай Богохранимый) был раскопан расписной, покрытый изразцами и сусальным золотом дворец из 30 комнат, видимо, принадлежавший одному из потомков Чингисхана.
Занимал должность заместителя директора по научной работе Государственного исторического музея (с 1992).

## Научная деятельность
Тема Золотой Орды интересовала историка также из-за её недостаточной изученности. В вопросе существования монгольского ига и его влияние на древнерусские княжества придерживается такой точки зрения, что разгром древнерусских княжеств в XIII столетии (с 1237 по 1241 год) надолго «заморозил» поступательное движение экономической и культурной жизни Руси. Также историк отмечал:
Древняя Русь в Золотую Орду не входила — монголов не интересовали её территории, не приспособленные для их кочевого способа производства. Леса они не знали, даже побаивались его. Их интересовала только дань. Если дань не поступала, они организовывали карательный поход.
Выдвинул гипотезу о возникновении города Чебоксары после разгрома Волжской Булгарии войсками хана Батыя (конец 1230-х — начало 1240-х годов).
Под руководством В. Л. Егорова осуществляется научно-исследовательская, научно-экспозиционная, научно-методическая, редакционно-издательская работа Государственного исторического музея: разрабатывается научная концепция и тематическая структура экспозиции музея и стационарные экспозиции в филиалах, проводятся заседания Проблемных советов и Учёного совета музея, проводятся научные Забелинские чтения, выходят научные труды, монографии, художественные альбомы, научным редактором большинства из которых он является.

## Основные работы
Автор 150 научных публикаций по истории и археологии Золотой Орды и русско-ордынских отношений.
- Егоров В. Л. Историческая география Золотой Орды XIII—XIV вв. / Ответственный редактор доктор исторических наук профессор В. И. Буганов. Рецензенты А. К. Зайцев, Л. Т. Яблонский. — М. : Наука, 1985. — 245 с. — 11 000 экз.
- Егоров В. Л. О времени возникновения Казани // Советская археология. — 1977. — № 4.
- Егоров В. Л. Золотая Орда: мифы и реальность. — М.: Знание, 1990. — 64 с. — (Новое в жизни, науке, технике). — 67 912 экз. — ISBN 5-07-001438-2.
- Егоров В. Л. Современная историография и проблемы содержания исторических экспозиций музеев. — М.: Государственный исторический музей, 2002. — 296 с. — 1000 экз. — ISBN 5-89076-107-2.
- Егоров В. Л. Золотая Орда. — М., 2005.

## Критические отзывы и рецензии
- Фроянов И. Я. Нашествие на русскую историю. — СПб. : Русская коллекция, 2020. — 1088 с. — 300 экз.— ISBN 978-5-00067-019-4;